# Jimmy Riccitello
Jimmy Riccitello né le 11 mars 1964 est un triathlète américain champion du monde de Xterra Triathlon en 1996.

## Biographie
Sa meilleure place aux championnats du monde de triathlon est 10e en 1991 à Queensland en Australie.
Jimmy Riccitello est devenu en 2014, directeur technique d'Ironman.

## Palmarès
Le tableau présente les résultats les plus significatifs (podium) obtenus sur le circuit international de triathlon depuis 1996.
| Année | Compétition                        | Pays       | Position           | Temps           |
| ----- | ---------------------------------- | ---------- | ------------------ | --------------- |
| 2001  | Championnat du monde Xterra - Maui | États-Unis | Médaille de bronze | 2 h 37 min 31 s |
| 1999  | Championnat du monde Xterra - Maui | États-Unis | Médaille de bronze | 2 h 35 min 54 s |
| 1997  | Championnat du monde Xterra - Maui | États-Unis | Médaille de bronze | 2 h 34 min 49 s |
| 1996  | Championnat du monde Xterra - Maui | États-Unis | Médaille d'or      | 2 h 27 min 42 s |